# Għajnsielem
Għajnsielem é um povoado da ilha de Gozo em Malta.